# روز جهانی ناپدیدشدگان

روز جهانی ناپدیدشدگان (به انگلیسی: International Day of the Disappeared) ‏(۳۰ اوت (۹ شهریور) هر سال) به سرنوشت کسانی اشاره دارد که در حکومت‌های دیکتاتوری، جنگ، درگیری‌های سیاسی، مسیر مهاجرت و… یا دلایل نامعلوم ناپدید شده‌اند.
به گزارش سازمان ملل، هزاران نفر در جهان در شرایط نامطلوب و در مکان‌هایی که بستگان یا نمایندگان حقوقی آن‌ها از آن خبر ندارند زندانی هستند.
ناپدیدشدن‌های اجباری توسط دولت‌ها، همیشه به‌خاطر جلوگیری از فعالیت‌هایی که فرد مفقود شده در آن درگیر است نیست. هدف همچنین مرعوب کردن خانواده‌ها، همکاران، و اطرافیان شخص است.
کمیته بین‌المللی صلیب سرخ، عفو بین‌الملل و کمیساریای حقوق بشر در سازمان ملل ناپدیدشدن افراد توسط دولت‌ها یا گروه‌های نظامی را به عنوان وسیله‌ای برای حل مناقشه یا ناآرامی، محکوم کرده و تلاش می‌کنند دولت‌ها و ارتش‌ها را در قبال ناپدید شدن فعالان سیاسی و دگراندیشان پاسخگو کنند.
زندانی کردن افراد تحت شرایط مخفیانه یا نامعلوم، نقض جدی مفاهیم حقوق بشر است و در صورتی که در جریان مناقشه مسلحانه صورت گیرد ناقض قوانین بین‌المللی است.